# 麝嶋伸子
麝嶋 伸子（じゃしま のぶこ、1959年12月26日 - ）は、日本の元女子サッカー選手。元サッカー日本女子代表。

## 来歴
神戸FCレディース、田崎真珠神戸レディースでプレー。サッカー日本女子代表では、1981年9月6日、ポートピア'81国際女子サッカーのイングランド代表との試合でデビューした。試合は0-4で敗れた。日本代表での出場はこの1試合のみの出場だった。

## 代表歴
- 1981年9月6日 - A代表初出場 - イングランド戦

### 試合数
- 国際Aマッチ 1試合（1981）

| 日本代表 | 国際Aマッチ | 国際Aマッチ |
| 年       | 出場        | 得点        |
| -------- | ----------- | ----------- |
| 1981     | 1           | 0           |
| 通算     | 1           | 0           |

### 出場
| # | 開催日         | 開催地 | 会場               | 相手         | 結果 | 監督     | 大会          |
| - | -------------- | ------ | ------------------ | ------------ | ---- | -------- | ------------- |
| 1 | 1981年09月06日 | 兵庫県 | 神戸市立中央球技場 | イングランド | ●0-4 | 市原聖曠 | ポートピア'81 |